# Liolaemus tolhuaca
Liolaemus tolhuaca — вид ігуаноподібних ящірок родини Liolaemidae. Ендемік Чилі. Описаний у 2016 році.

## Поширення й екологія
Liolaemus tolhuaca відомі з типової місцевості, що лежить у районі Лагуна-Верде, в Національному парку Толуака в регіоні Арауканія. Зустрічаються на висоті від 1250 до 1570 м над рівнем моря.